# Cayetano Quirós
Cayetano Quirós (Ica, ¿? - 5 de mayo de 1822) fue un célebre montonero afroperuano de la guerra de independencia, dirigió una serie de exitosas acciones sobre las fuerzas realistas en la costa y sierra central del Perú hasta ser derrotado y fusilado por el general español José Carratalá en mayo de 1822.

## Biografía
Nacido esclavo en Ica, fugó muy joven de la hacienda de su amo y como otros negros cimarrones acabó por dedicarse al bandolerismo como medio de subsistencia, en esta vida se mantuvo hasta que en 1820 la expedición libertadora del general José de San Martín arribó a costas peruanas. Poco después Quirós se presentó en Supe ante el capitán Juan Francisco de Vidal manifestando su firme deseo de enrolarse en las filas patriotas; conociendo sus antecedentes y dudando de la conveniencia de aceptar un ex forajido este prefirió enviarle a Huaura, al cuartel del general San Martín quien atendiendo a los ruegos del antiguo esclavo y reconociendo su potencial capacidad de dirigir una partida montonera por sus bastos conocimientos de la región y capacidad de mando pone bajo sus órdenes a 50 voluntarios, número que en poco tiempo llegó a ser de 200 hombres, los que apertrechados por el mismo San Martín iniciaron acciones de hostigamiento contra las fuerzas realistas de Lima y sus alrededores llegando con sus incursiones hasta Ica y en la sierra hasta Cangallo, Jauja y Huancayo donde actúan en conjunto con los montoneros morochucos. De la fuerza de Quirós diría el general inglés Guillermo Miller, a cuya división fue incorporado durante el primer sitio del Callao, que era "la más atrevida y la más temible de las montoneras".
En 1822 y luego de que el ejército patriota al mando del general Domingo Tristán fuera derrotado en la batalla de Ica por el general José de Canterac, Quirós quedó solo en la lucha en dicha región por lo que los jefes realistas José Carratala y José Ramón Rodil decidieron acabar con él. El 27 de abril mientras se replegaba ante el avance de Rodil fue cortado en su retirada por las tropas de Carratala, siendo derrotado en el combate de Paras y capturado poco después, llevado a Ica fue fusilado en la plaza de La Merced el 5 de mayo de 1822.